# Acmopolynema tachikawai
Acmopolynema tachikawai is een vliesvleugelig insect uit de familie Mymaridae. De wetenschappelijke naam is voor het eerst geldig gepubliceerd in 1971 door Taguchi.